# 菲頓岩
67°46′S 68°34′W / 67.767°S 68.567°W
菲頓岩（Fitton Rock），是南極洲的岩石，位於阿德萊德島南端，由讓-巴蒂斯特·夏古率領的法國探險隊繪入地圖和命名，現時由南極條約體系管理。